# Judi Dench
Dama Judith Olivia Dench, CH, DBE, FRSA, bolje poznana kot Judi Dench, angleška filmska, televizijska in gledališka igralka, režiserka ter pisateljica, * 9. december 1934, York, Anglija, Združeno kraljestvo.
Judi Dench je s svojo igralsko kariero pričela leta 1957, ko je pričela igrati za podjetje Old Vic Company. V naslednjih letih je igrala predvsem v gledaliških igrah Williama Shakespearea; med drugim je zaigrala Ofelijo v igri Hamlet, Julijo Capulet v igri Romeo in Julija in Lady Macbeth v igri Macbeth. Kmalu po začetku filmske kariere je prejela nagrado BAFTA v kategoriji za »najbolj obljubljajočega novinca«; kakorkoli že, na začetku kariere je Judi Dench delovala predvsem v gledališču. Kljub temu, da javnosti še danes ni znana kot dobra pevka, je leta 1968 prejela veliko hvale za glavno vlogo v muzikalu Kabaret.
V naslednjih dveh desetletjih je Judi Dench postala ena izmed najbolj priznanih britanskih gledaliških igralk ter delala za narodno gledališke in Shakespearejevo kraljevo gledališče. Med letoma 1981 in 1984 je s serijo A Fine Romance zaslovela tudi na televiziji, leta 1992 pa je pričela igrati tudi v romantično-komični seriji As Time Goes By.
V filmih se je na začetku svoje kariere pojavljala redko. V filmih se je večkrat pričela pojavljati šele potem, ko je dobila vlogo M v filmu 007 - Zlato oko; od tedaj je zaigrala v vseh filmih iz serije James Bond. Za svojo upodobitev kraljice Viktorije v filmu Gospa Brown (1997) je prejela mnogo filmskih nagrad, nato pa je zaigrala še v filmih, kot so Zaljubljeni Shakespeare (1997), Čokolada (2001), Gospa Henderon predstavlja (2005) in Zapiski o škandalu (2006) ter v televizijskem filmu The Last of the Blonde Bombshells (2001).
Judi Dench so kritiki večkrat označili za največjo igralko po 2. svetovna vojna vojni in najboljšo britansko igralko vseh časov. Za svoje delo v gledališču, filmih in na televiziji je prejela mnogo nagrad, med drugim tudi deset nagrad BAFTA, sedem nagrad Laurencea Olivierja, dve nagradi Screen Actors Guild Awards, dva zlata globusa, oskarja in nagrado tony. Junija 2011 je postala članica britanskega filmskega inštituta (BFI).
Leta 1971 se je Judi Dench poročila z igralcem Michaelom Williamsom, s katerim je ostala poročena do njegove smrti leta 2001. Sta starša igralke Finty Williams. Njuna hči je mati samohranilka svojemu sinu Samu.

## Zasebno življenje
»Srečna sva bila že, ko sva bila v isti sobi.«

Judi Dench o svojem dolgem zakonu z Michaelom Williamsom
Judith Olivia Dench se je rodila v Heworthu, predelu Yorka, kot hči dublinčanke Eleanore Olave (roj. Jones) in Reginalda Arthurja Dencha, zdravnika. Njena starša sta se spoznala, ko je njen oče še študiral na kolidžu Trinity v Dublinu. Judi Dench so do njenega trinajstega leta vzgajali kot metodistko, pri trinajstih pa se je pričela šolati na neodvisni yorški kvekerski osnovni šoli The Mount ter postala kvekerka. Njena brata (eden od njiju je igralec Jeffery Dench) sta se rodila v Tyldesleyju, Lancashire. Njena nečakinja, Emma Dench, je bivša profesorica londonske univerze Birkbeck, ki trenutno predava na Harvardu in univerzi Cambridge ter zgodovinarka.
Leta 1971 se je Judi Dench poročila z britanskim igralcem Michaelom Williamsom; njuna edina hči, Tara Cressida Frances Williams, poklicno poznana kot, Finty Williams, se je rodila 24. septembra 1972.
Judi Dench in njen mož sta skupaj zaigrala v mnogih gledaliških igrah in v televizijski seriji Boba Larbeyja, A Fine Romance (1981–1984). Michael Williams je pri petinšestdesetih leta 2001 umrl zaradi pljučnega raka.
Judi Dench se zanima za konjske dirke in je skupaj s svojim šoferjem Bryanom Agarjem lastnica štiriletnega konja z imenom »Smokey Oakey«, ki je leta 2008 zmagal na konjskih dirkah Brigadier Gerard Stakes.

## Kariera
V Veliki Britaniji Judi Dench slovi kot ena izmed največjih igralk v povojnem obdobju, predvsem zaradi njenega dela pri gledališču, ki je predstavljalo velik del njene kariere. Večkrat so jo označili tudi za najboljšo britansko igralko.

### Zgodnja leta
Starši Judi Dench so imeli pogoste stike z gledališčem. Njen oče, zdravnik, je redno deloval tudi v gledališču, njena mama pa je sodelovala pri oblikovanju oblačil za gledališke predstave. Igralci z gledališča so pogosto ostajali pri njih doma. V petdesetih je Judi Dench pogosto sodelovala pri gledaliških igrah, a le amatersko. Leta 1957 je zaigrala devico Marijo v eni izmed iger, ki so jih uprizorili v York Museum Gardensu. Čeprav je na začetku nameravala postati scenografinja, se je potem, ko se je njen brat Jeff pričel šolati na središčni šoli govora in drame, pričela zanimati za dramo. Tudi sama se je vpisala v šolo in sprejeli so jo. S svojo sošolko, igralko Vanesso Redgrave, naj bi bila ena izmed najboljših učenk v svojem razredu. Nazadnje je prejela diplomo iz drame, skupaj s štirimi igralskimi priznanji, med drugim tudi z zlato medaljo za izstopajočega učenca.

»Najboljši del pri igranju Julije je nanosekunda, ko ti vlogo ponudijo.«

Judi Dench o igranju Julije v igri Romeo in Julija
Septembra 1957 je Judi Dench prvič poklicno zaigrala v gledališču. S podjetjem Old Vic Company je zaigrala Ofelijo v drami Hamlet, kmalu zatem pa je prvič zaigrala še v londonskem gledališču. Članica podjetja Old Vic Company je ostala še štiri leta, od leta 1957 do leta 1961; v tem času je zaigrala Katarino v drami Henry V leta 1958 (to je bil tudi njen newyorški prvenec) in Julijo v drami Romeo in Julija oktobra leta 1960, ki jo je režiral Franco Zeffirelli. V tem času je obiskala Kanado, Jugoslavijo in Združene države Amerike ter nastopila na edinburškem filmskem festivalu.
Decembra 1961 se je pridružila Shakespearjevem kraljevem gledališču in zaigrala Anyo v igri The Cherry Orchard v londonskem gledališču Aldwych. Kmalu zatem, aprila 1962, je zaigrala še Isabello v igri Milo za drago v gledališču v Stratford-upon-Avonu. Januarja 1963 je sodelovala s podjetjem Nottingham Playhouse (med drugim je na zahodnoafriški turneji zaigrala Lady Macbeth za britanski svet), aprila 1964 pa je sodelovala s podjetjem Oxford Playhouse. Istega leta je posnela svoj debitantski film, The Third Secret.

### Preboj
Leta 1968 je Judi Dench dobila vlogo Sally Bowles v muzikalu Kabaret. Sheridan Morley, režiser igre, je kasneje dejal:
Najprej sem mislil, da se šalijo. Še nikoli ni sodelovala pri muzikalu in ima čuden, hripav glas, ki zveni kot nenehen hlad. Petja v javnosti se je tako bala, da je na avdicijo prišla s krili in nazadnje pianiste pustila same na odru.
A ob premieri igre v gledališču Palace februarja 1968 so jo kritiki v glavnem hvalili; Frank Marcus iz revije Plays and Players je, na primer, v svoji oceni igre o njenem nastopu napisal: »Dobro poje. Naslovna pesem je pravzaprav velik projekt z dobrim občutjem.«
Po dolgem uprizarjanju igre Kabaret je Judi Dench ponovno pričela sodelovati s Shakespearjevim kraljevim gledališčem ter zaigrala v gledališčih v Stratfordu in Londonu, kjer je nastopala še skoraj dvajset let in v tem času prejela mnogo nagrad. Med drugim je leta 1971 zaigrala tudi vojvodinjo v igri Vojvodinja Malfijska Johna Websterja. Leta 1976 je igrala predvsem v Stratfordu, leta 1977 pa v Aldwychu; v tem času je imela dve pomembnejši vlogi. Prvo, Adrianno, je zaigrala v muzikalu Trevorja Nunna, Komedija zmešnjav, drugo, Beatrice in Benedick, pa v igri Donalda Sindena, Mnogo hrupa za nič. Bernard Levin je za The Sunday Times napisal: »... ponovno nam dokaže, da je komedijantka z vzornimi sposobnostmi, morda celo najboljša, kar jih imamo.«

»Presenetilo me bo, če boste rekli, da se kakšen nastop igralk njene generacije lahko meri s tem.«

J. C. Trewin iz revije The Lady o nastopu Judi Dench v drami Macbeth
Največ hvale do tedaj je Judi Dench prejela za svojo upodobitev Lady Macbeth v drami Macbeth s Shakespearjevim kraljevim gledališčem leta 1976. Igra Trevorja Nunna je prva igra, ki so jo upodobili v gledališču The Other Place v Stratfordu. Igro so uprizorili na manjšem odru, večji poudarek pa je bil na psihološki dinamiki likov, in oba, Ian McKellen, ki je upodobil glavnnega junaka, ter Judi Dench sta s strani kritikov prejela veliko pohval. »Če to ni dobro igranje, ne vem, kaj je,« je napisal Michael Billington iz revije The Guardian. Kasneje so igro uprizarjali tudi v Londonu, natančneje septembra 1977 v gledališču Donmar Warehouse in kasneje so po igri posneli tudi film za kaseto in DVD. Leta 1977 je Judi Dench za svoj nastop v igri dobila nagrado SWET v kategoriji za »najboljšo igralko«.
Leta 1989 je Judi Dench dobila vlogo Pru Forrest, tihe žene Toma Forresta, v BBC-jevi telenoveli The Archers.
Imela je tudi pomembnejšo vlogo v BBC-jevem romantičnem filmu Davida Jonesa Langrishe, Go Down (1978) ob Jeremyju Ironsu. Scenarij, ki je temeljil na istoimenskem romanu Aidana Higginsa, je napisal Harold Pinter. V filmu je imela vlogo ene izmed treh neporočenih sester, ki živijo v starem irskem dvorcu na deželi, v Waterfordu.
Režiserski prvenec Judi Dench je bila gledališka igra iz leta 1988 gledališča Renaissance, Renaissance Shakespeare on the Road, ki jo je produciralo podjetje Birmingham Rep. Igro so uprizarjali tri mesece v londonskem gledališču Phoenix. Sodelovala je tudi pri ustvarjanju igre Much Ado About Nothing. Igra se dogaja v času Napoleona in glavni vlogi, Beatrice in Benedicka sta upodobila Samantha Bond in Kenneth Branagh.
Judi Dench je večkrat zaigrala v gledališču West End. Leta 1974 je upodobila gospodično Trant v muzikalu The Good Companions. Leta 1981 je dobila glavno vlogo, vlogo Grizabelle, v igri Mačke, vendar si je pretegnila ahilovo tetivo in je zato morala vlogo prepustiti Elaine Paige. Zaigrala je tudi v londonskem narodnem gledališču, kjer je septembra 1995 zaigrala Desiree Armfeldt v igri Stephena Sondheima, Mala nočna glasba, za katero je bila nagrajena z nagrado Laurencea Olivierja.

### Uspeh
Leta 1995 je Judi Dench dobila vlogo M, šefice Jamesa Bonda, v filmski seriji James Bond, začenši s filmom Zlato oko, kjer je nadomestila Roberta Browna. Zaigrala je v šestih filmih s serije James Bond, vključno s filmoma Casino Royale in Kvantum sočutja, s čimer je postala članica igralske zasedbe, ki se je pojavila v največ filmih te serije.

»Posebej zabavna je dama Judi Dench v vlogi diktatorske in nesramne kraljice Bess, ki zaspi in smrči med igrami, ki jih ne mara.«

Stephanie Cowell o nastopu Judi Dench v filmu Zaljubljeni Shakespeare (1998)
Za svoje nastope v londonskem gledališču je bila Judi Dench nagrajena z mnogimi nagradami, vključno s šestimi nagradami Laurencea Olivierja, s čimer je postala oseba z največ prejetimi nagradami Laurencea Olivierja. Za svojo upodobitev Esme Allen v Broadwayjski igri Davida Harea, Amy's View, je leta 1999 prejela nagrado tony. Mnoge igre je tudi režirala. Za svojo vlogo Elizabete I. v filmu Zaljubljeni Shakespeare (1998) je prejela oskarja v kategoriji za »najboljšo stransko igralko«.
Judi Dench je večkrat sodelovala tudi s svojim dobrim prijateljem, igralcem Geoffreyjem Palmerjem. Skupaj sta igrala v seriji As Time Goes By, kjer je imela vlogo Jean Pargetter, ki se je po poroki z Lionelom Hardcastleom preimenovala v Jean Hardcastle. Serija je trajala devet sezon. Skupaj sta sodelovala tudi pri filmih Gospa Brown in 007 - Jutri nikoli ne umre, ki so ju posneli leta 1997. Svoj glas je posodila mnogim animiranim likom, pripovedovalcem in drugo. Zaigrala je »gospodično Lilly« v otroški animirani seriji Angelina Ballerina (poleg svoje hčere, Finty Williams, ki je glas posodila Angelini) in gospe Calloway v Disneyjevem animiranem filmu Doma na Rangeu (2004). Njen glas se je pojavil tudi na mnogih posnetkih s klasično glasbo, kot sta Mendelssohnov Sen kresne noči in Brittenov Canticles-The Heart of the Matter, sodelovala pa je tudi pri mnogih BBC-jevih radijskih intervjujih in reklamah. Na televiziji se je pojavljala v televizijskih serijah A Fine Romance in As Time Goes By. V Združenih državah Amerike so serijo As Time Goes By izdali tudi na DVD-ju.

### Zadnja leta
Judi Dench se je aprila 2006 vrnila na oder westendskega gledališča, in sicer z igro Hay Fever, v kateri so poleg nje zaigrali tudi Peter Bowles, Belinda Lang in Kim Medcalf. Leta 2006 je končala z igranjem vloge gospe Quickly v novem muzikalu Shakespearjevega kraljevega gledališča, The Merry Wives, različici igre The Merry Wives of Windsor.
Z novimi filmskimi projekti si je Judi Dench prislužila še šest novih nominacij za oskarje v devetih letih; za film Gospa Brown (1997); za upodobitev kraljice Elizabete I. Angleške v filmu Zaljubljeni Shakespeare (1998; tega je tudi prejela); za film Čokolada (2000); za upodobitev pisateljice Iris Murdoch v filmu Iris (2001; mlajšo različico njenega lika je upodobila Kate Winslet); za film Gospa Henderson predstavlja (2005); in za film Zapiski o škandalu, ki je bil kritično tudi nasploh izredno uspešen, med drugim pa je bil nominiran tudi za oskarja, nagrado BAFTA, zlati globus in nagrado Screen Actors Guild Award.
Leta 2007 je BBC izdal kolekcijo The Judi Dench Collection, zbirko DVD-jev z osmimi televizijskimi dramami: štirilogijo Talking to a Stranger (1966), Keep an Eye on Amélie (1973), The Cherry Orchard (1981), Going Gently (1981), Ghosts (film s Kennethom Branaghom in Michaelom Gambonom, 1987), Make and Break (film z Robertom Hardyjem, 1987), Can You Hear Me Thinking? (film z njenim možem, Michaelom Williamsom, 1990) in Absolute Hell (1991).
Judi Dench je kot gospodična Matty Jenkins ob Michaelu Gambonu Eileen Atkins, Imeldi Staunton in Francesca Annis zaigrala v BBC-jevi petdelni miniseriji Cranford. Predvajati so jo pričeli novembra 2007 in spomladi leta 2008 je podjetje WGBH serijo izdalo tudi na DVD-ju.
Februarja 2008 je Judi Dench postala prva uradna pokroviteljica projekta Skrivnosti yorške mladine (York Youth Mysteries), ki mladim ljudem iz Yorka omogoča raziskovanje skrivnostnih iger preko plesa, filmov in cirkusa. Projekt se vsako leto zaključi 21. junija v Yorku.
M je upodobila tudi v dvaindvajsetem filmu o Jamesu Bondu, Kvantum sočutja.
Med 13. marcem in 23. majem je Judi Dench spet igrala v gledališču West End. Zaigrala je Madame de Merteuil v igri Yukia Mishime, Madame De Sade, ki jo je za Wyndhamovo gledališče režiral tudi Michael Grandage. Skoraj leto dni kasneje, februarja 2011, je Judi Dench v gledališču Rose ponovno sodelovala s sirom Petrom Hallom, in sicer ob igranju v gledališki igri Sen kresne noči. 31. julija 2010 je nastopila na posebnem koncertu z naslovom Send in the Clowns, ki so ga priredili v čast osemdesetega rojstnega dne skladatelja Stephena Sondheima.

## Javna podoba
Judi Dench je leta 1970 dobila naziv častnice reda britanskega imperija, leta 1988 pa so jo povišali v poveljnico. Leta 2005 je postala častna članica reda britanskega imperija, junija 2011 pa še članica britanskega filmskega inštituta (BFI).
Judi Dench je pokroviteljica organizacij »The Leaveners« in »Friends School Saffron Walden« ter gledališča Archway v Horleyju, Združeno kraljestvo. Je predsednica akademije Mountview gledališke umetnosti v Londonu leta 2006, kjer je nadomestila sira Johna Millsa, je pa tudi predsednica gledališča Questors. Maja 2006 je postala častna članica kraljeve družbe umetnikov. Je tudi pokroviteljica šole Ovingdean Hall, posebnega internata za gluhe in naglušne v Brightonu in podpredsednica dobrodelne organizacije The Little Foundation.
Judi Dench je častna članica kolidža Lucy Cavendish v Cambridgeu. Leta 1996 je dobila častni doktorat univerze Surrey, med letoma 2000 in 2001 pa si je prislužila doktorat univerze Durham. Julija 2000 je prejela naziv doktorice pisave s strani univerze kraljice Margarete, Edinburgh, kjer je aktivno sodelovala pri njihovem pouku igranja in sodelovala pri upodobitvah njihovih iger v gledališču Gateway na Elm Rowu. 24. junija 2008 je dobila naziv doktorice tudi s strani univerze sv. Andrewsa.
Judi Dench sodeluje nevladno organizacijo Survival International, kjer promovira zaščito raznih plemen, kot so Bušmani iz Bocvane in pleme Arhuaco iz Kolumbije. Posnela je krajši posnetek, v katerem je dejala, da so Bušmani žrtve rasizma, tiranstva in nevoščljivosti.
22. julija 2010 je Judi Dench prejela doktorat univerze Nottingham Trent.
Organizacija Dr Hadwen Trust je 15. januarja 2011 oznanila, da bo Judi Dench postala pokroviteljica njihove dobrodelne organizacije, pri čemer bo sodelovala z zvezdniki, kot sta Joanna Lumley in David Shepherd.

## Filmografija
| Leto       | Naslov                                                     | Vloga                | Opombe |
| ---------- | ---------------------------------------------------------- | -------------------- | --- |
| 1964       | The Third Secret                                           | Gospodična Humphries | |
| 1965       | Four in the Morning                                        | Žena                 | BAFTA Award za najbolj obljubljajočega novinca v glavnih filmskih vlogah |
| 1965       | A Study in Terror                                          | Sally                | |
| 1965       | He Who Rides a Tiger                                       | Joanne               | |
| 1968       | A Midsummer Night's Dream                                  | Titania              | |
| 1973       | Luther                                                     | Katherine            | |
| 1974       | Dead Cert                                                  | Laura Davidson       | |
| 1978       | Langrishe, Go Down                                         | Imogen Langrishe     | BBC-jev televizijski film |
| 1985       | The Angelic Conversation                                   | Narrator             | |
| 1985       | Wetherby                                                   | Marcia Pilborough    | Nominirana — BAFTA Award za najboljšo igralko v stranski vlogi |
| 1985       | Soba z razgledom                                           | Eleanor Lavish       | BAFTA Award za najboljšo igralko v stranski vlogi |
| 1987       | 84 Charing Cross Road                                      | Nora Doel            | Nominirana — BAFTA Award za najboljšo igralko v stranski vlogi |
| 1988       | A Handful of Dust                                          | Ga. Beaver           | BAFTA Award za najboljšo igralko v stranski vlogi |
| 1989       | Henry V                                                    | Mistress Quickly     | |
| 1989       | Behaving Badly                                             | Bridget Mayor        | Televizijska serija kanala Channel 4 Nominriana — British Academy Television Award za najboljšo igralko |
| 1995       | Jack in Sarah                                              | Margaret             | |
| 1995       | 007 - Zlato oko                                            | M                    | |
| 1996       | Hamlet                                                     | Hecuba               | |
| 1997       | Ga. Brown                                                  | Kraljica Viktorija   | BAFTA Award za najboljšo igralko v glavni vlogi BAFTA Award za najboljšo filmsko igralko Zlati globus za najboljšo igralko - Filmska drama Chicago Film Critics Association Award za najboljšo igralko London Film Critics' Circle Award za britansko igralko leta Online Film Critics Society Award za najboljšo igralko Satellite Award za najboljšo igralko - Filmska drama Nominirana — Oskar za najboljšo igralko Nominirana — Screen Actors Guild Award za izstopajoči nastop ženske igralke v glavni vlogi |
| 1997       | 007 - Jutri nikoli ne umre                                 | M                    | |
| 1998       | Zaljubljeni Shakespeare                                    | Kraljica Elizabeta   | Oskar za najboljšo stransko igralko BAFTA Award za najboljšo igralko v stranski vlogi Kansas City Film Critics Circle Award za najboljšo stransko igralko National Society of Film Critics Award za najboljšo stransko igralko Nominirana — Chlotrudis Award za najboljšo stransko igralko Nominirana — Zlati globus za najboljšo stransko igralko - Film Nominirana — Screen Actors Guild Award za izstopajoči nastop ženske igralke v stranski vlogi |
| 1999       | Čaj z Mussolinijem                                         | Arabella             | |
| 1999       | 007 - Vse in še svet                                       | M                    | |
| 2000       | Into the Arms of Strangers: Stories of the Kindertransport | Pripovedovalka       | Dokumentarni film |
| 2000       | The Last of the Blonde Bombshells                          | Elizabeth            | British Academy Television Award za najboljšo igralko Zlati globus za najboljšo igralko - Miniserija ali televizijski film Nominirana — Emmy za izstopajočo glavno igralko - Miniserija ali film Nominirana — Screen Actors Guild Award za izstopajočo igralko v miniseriji ali televizijskem filmu |
| 2000       | Čokolada                                                   | Armande Voizin       | Screen Actors Guild Award za izstopajočo žensko igralko v stranski vlogi v filmu Nominirana — Oskar za najboljšo stransko igralko Nominirana — BAFTA Award za najboljšo igralko v stranski vlogi Nominirana — Zlati globus za najboljšo stransko igralko - Film Nominirana — Satellite Award za najboljšo stransko igralko - Film |
| 2001       | Iris                                                       | Iris Murdoch         | BAFTA Award za najboljšo igralko v glavni vlogi London Film Critics' Circle Award za britansko igralko leta Nominirana — Oskar za najboljšo igralko Nominirana — Zlati globus za najboljšo igralko - Filmska drama Nominirana — Phoenix Film Critics Society Award za najboljšo igralko Nominirana — Screen Actors Guild Award za izstopajoči nastop ženske igralke v stranski vlogi Nominirana — Satellite Award za najboljšo igralko - Filmska drama |
| 2001       | Ladijske novice                                            | Agnis Hamm           | Nominirana — BAFTA Award za najboljšo igralko v stranski vlogi Nominirana — Screen Actors Guild Award za izstopajoči nastop ženske igralke v glavni vlogi |
| 2002       | Pomembno je biti Earnest                                   | Gospa Bracknell      | |
| 2002       | 007 - Umri kdaj drugič                                     | M                    | |
| 2002–2005  | Angelina Ballerina                                         | Gdč. Lilly           | Glasovna vloga |
| 2003       | Bugs!                                                      | Pripovedovalka       | Kratek film |
| 2004       | Domov na Range                                             | Ga. Caloway          | Glasovna vloga |
| 2004       | The Chronicles of Riddick                                  | Aereon               | |
| 2004       | Ladies in Lavender                                         | Ursula Widdington    | |
| 2005       | Prevzetnost in pristranost                                 | Catherine de Bourgh  | |
| 2005       | Gospa Henderson predstavlja                                | Ga. Laura Henderson  | St. Louis Gateway Film Critics Association Award za najboljšo igralko Nominirana — Oskar za najboljšo igralko Nominirana — BAFTA Award za najboljšo igralko v glavni vlogi Nominirana — British Independent Film Award za najboljšo igralko Nominirana — Broadcast Film Critics Association Award za najboljšo igralko Nominirana — Zlati globus za najboljšo igralko - Glasbeni film ali komedija Nominirana — London Film Critics' Circle Award za britansko igralko leta Nominirana — Screen Actors Guild Award za izstopajoči nastop ženske igralke v glavni vlogi Nominirana — Satellite Award za najboljšo igralko - Glasbeni film ali komedija |
| 2006       | The Magic Roundabout                                       | Pripovedovalka       | |
| 2006       | Casino Royale                                              | M                    | Nominirana — National Movie Award za najboljšo igralko |
| 2006       | Zapiski o škandalu                                         | Barbara Covett       | British Independent Film Award za najboljšo igralko Evening Standard British Film Award za najboljšo igralko Nominirana — Oskar za najboljšo igralko Nominirana — BAFTA Award za najboljšo igralko v glavni vlogi Nominirana — Broadcast Film Critics Association Award za najboljšo igralko Nominirana — Chicago Film Critics Association Award za najboljšo igralko Nominirana — Zlati globus za najboljšo igralko - Filmska drama Nominirana — London Film Critics Circle Award za najboljšo igralko Nominirana — London Film Critics' Circle za britansko igralko leta Nominirana — Online Film Critics Society Award za najboljša igralka Nominirana — Screen Actors Guild Award za izstopajoči nastop ženske igralke v glavni vlogi Nominirana — Satellite Award za najboljšo igralko - Filmska drama |
| 2007       | Go Inside to Greet the Light                               | Pripovedovalka       | |
| 2007, 2009 | Cranford                                                   | Gospodična Matty     | Nominirana — British Academy Television Award za najboljšo igralko Nominirana — Zlati globus za najboljšo igralko - Miniserija ali televizijski film Nominirana — Emmy Award za izstopajočo glavno igralko - Miniserija ali film Nominirana — Satellite Award za najboljšo igralko - Miniserija ali televizijski film |
| 2008       | Kvantum sočutja                                            | M                    | |
| 2009       | Rage                                                       | Mona Carvell         | |
| 2009       | Devet                                                      | Liliane La Fleur     | Satellite Award za najboljšo igralsko zasedbo - Film Nominirana — Broadcast Film Critics Association Award za najboljšo igralsko zasedbo Nominirana — Screen Actors Guild Award za izstopajoči nastop v igralski zasedbi v filmu Nominirana — Washington D.C. Area Film Critics Association Award za najboljšo igralsko zasedbo |
| 2011       | Jane Eyre                                                  | Ga. Fairfax          | |
| 2011       | Pirati s Karibov: Z neznanimi tokovi                       | Plemkinja            | Cameo |
| 2011       | My Week with Marilyn                                       | Dama Sybil Thorndike | post-produkcija |
| 2011       | J. Edgar                                                   | Anna Marie           | post-produkcija |
| 2012       | The Best Exotic Marigold Hotel                             | Evelyn               | V snemanju |

Svojo podobo je posodila tudi M v videoigrah James Bond:
- 007 - Vse ali nič
- 007 - GoldenEye: Rogue Agent
- 007 - Kvantum sočutja
- 007 - Zlato oko
- 007 - Krvavi kamen
- 007 - Skyfall
- 007- Casino Royale

## Gledališče
Vir: knjiga Judi Dench: With a Crack in her Voice Johna Millerja

### Igralsko delo
| St Mary's Abbey - 1957 York Mystery Plays - Devica Marija Gledališka družba Old Vic - 1957 Hamlet - Ofelija Milo za drago - Juliet Sen kresne noči - Glavna vila - 1958 Dvanajsta noč - Maria (tudi na ameriški turneji) Henrik V - Katharine (tudi na ameriški turneji) - 1959 The Double Dealer - Cynthia As You Like It - Phebe Pomembno je biti Earnest - Cecily The Merry Wives of Windsor - Anne Page - 1960 Rihard II - Kraljica Romeo in Julija - Julija (tudi na beneškem festivalu) She Stoops to Conquer - Kate Hardcastle Sen kresne noči - Hermia Tudi manjši vlogi v igrah Kralj Lear in Henrik VI (1. in 2. del) Kraljeva Shakespearejeva družba, RSC - 1961 The Cherry Orchard - Anya, Aldwych Theatre - 1962 Milo za drago - Isabella, Stratford Sen kresne noči - Titania, Stratford A Penny for a Song - Dorcas Bellboys, Aldwych Nottingham Playhouse Company - 1963 Macbeth - Lady Macbeth (tudi na turneji po zahodni Afriki) Twelfth Night - Viola (tudi na turneji po zahodni Afriki) A Shot in the Dark - Josefa Lautenay, gledališče Lyric Gledališka družba Oxford - 1964 Three Sisters - Irina The Twelfth Hour - Anna - 1965 The Alchemist - Dol Common Romeo and Jeannette - Jeannette The Firescreen - Jacqueline Nottingham Playhouse Company - 1965 Milo za drago - Isabella Private Lives - Amanda - 1966 The Country Wife - Margery Pinchwife The Astrakhan Coat - Barbara St Joan - Joan Gledališka družba Oxford - 1966 The Promise - Lika The Rules of the Game - Silia - 1967 The Promise - Lika, Gledališče Fortune Gledališče Palace - 1968 Kabaret - Sally Bowles | RSC - 1969 Zimska pravljica - Hermione in Perdita, Stratford Women Beware Women - Bianca, Stratford Dvanajsta noč - Viola, Stratford - 1970 London Assurance - Grace Harkaway, Aldwych Major Barbara - Barbara Undershaft, Aldwych - 1971 The Merchant of Venice - Portia, Stratford The Duchess of Malfi - Grofica, Stratford Toad of Toad Hall - Fielfmouse, Stoat and Mother Rabbit, Stratford No Company - 1973 Context to Whisper - Aurelia, Royal, York Fanfare - Kraljeva operna hiša (skupaj z Laurencem Olivierjem) The Wolf - Vilma, Oxford Playhouse (tudi v gledališčih Apollo, Queen's & New London) West End - 1974 The Good Companions - Gdč. Trant, gledališče njene visokosti - 1975 The Gay Lord Quex - Sophy Fullgarney, Albery RSC - 1975 Too True to Be Good - Sweetie Simpkins, Aldwych - 1976 Mnogo hrupa za nič - Beatrice, Stratford Macbeth - Lady Macbeth, Stratford (tudi v gledališčih Donmar Warehouse in Young Vic) Komedija zmešnjav - Adriana, Stratford Kralj Lear - Regan, Stratford - 1977 Pillars of the Community - Lona Hessel, Aldwych - 1978 The Way of the World - Millamant, Aldwych - 1979 Cymbeline - Imogen, Stratford - 1980 Juno and the Paycock - Juno Boyle, Aldwych No Company - 1981 A Village Wooing - Mlada ženska Narodno gledališče - 1982 Pomembno je biti Earnest - Lady Bracknell, Lyttelton A Kind of Alaska - Deborah, Cottesloe - 1983 Pack of Lies - Barbara Jackson RSC - 1984 Mati Pogum - Mati Pogum Waste Amy O'Connell West End - 1986 Mr and Mrs Nobody - Carrie Pooter, Garrick | National Theatre - 1987 Antonij in Kleopatra - Kleopatra, Olivier Entertaining Strangers - Sarah Eldridge, Cottesloe - 1989 Hamlet - Gertrude, Olivier RSC The Cherry Orchard - Ranevskaya, Aldwych - 1991 The Plough and the Stars - Bessie Burgess, Young Vic Narodno gledališče - 1991 The Sea - Ga. Rafi, Lyttelton - 1992 Coriolanus - Volumnia, Chichester Shakespearejeva kraljeva družba - 1992 The Gift of the Gorgon - Helen Damson Narodno gledališče - 1994 The Seagull - Arkadina, Olivier - 1995 Absolute Hell - Christine Foskett, Lyttelton Mala nočna glasba - Desirée Armfeldt, Olivier - 1997 Amy's View - Esmé, Lyttelton - 1998 Amy's View - Esmé, Aldwych West End in Broadway - 1998 Filumena - Filumena, Piccadilly - 1999 Amy's View - Esmé, Barrymore, New York - 2001 The Royal Family - Fanny Cavendish, kraljevo gledališče Haymarket - 2002 The Breath of Life - Frances, kraljevo gledališče Haymarket RSC - 2003 Dober konec vse povrne - Grofica Stratford in Gielgud West End - 2006 Hay Fever - Judith Bliss, kraljevo gledališče Haymarket RSC - 2006 The Merry Wives - The Musical - Mistress Quickly, Stratford Donmar Warehouse - 2009 Madame de Sade - Madame de Montreuil, Wyndham Rose Theatre, Kingston - 2010 Sen kresne noči - Titania (kot Elizabeta I, kraljica ardenskega gozda) Open Air Theatre, Regent's Park - 2010 Into The Woods - Stephen Sondheim - Glas velikanke |

### Režisersko delo
- 1988 - Mnogo hrupa za nič, gledališka družba Renaissance
- 1989 - Look Back in Anger - gledališka družba Renaissance
- 1989 - Macbeth - Centralna šola govora in drame
- 1991 - The Boy from Syracuse, gledališče Regent's Park Open Air
- 1993 - Romeo in Julija, gledališče Regent's Park Open Air

## Diskografija
- Kabaret (1968) - Soundtrack za CBS (1973)
- The Good Companions (1974) - Soundtrack (1974)
- Sen kresne noči (1995) - Dela Felixa Mendelssohna, ki jih recitira. Sestavil: Seiji Ozawa
- Mala nočna glasba (1995) Stephena Sondheima, soundtrack igralske zasedbe
- Devet (2009) - Filmski soundtrack

## Izbrane nagrade in nominacije

### Gledališče
Nagrade
- 1977: Nagrada Laurencea Olivierja za najboljšo igralko v priredbi - Macbeth
- 1980: Evening Standard Award za najboljšo igralko - Juno and the Paycock
- 1980: Nagrada Laurencea Olivierja za najboljšo igralko v priredbi - Juno and the Paycock
- 1982: Critics' Circle Theatre Award za najboljšo igralko - Pomembno je biti Earnest in A Kind of Alaska
- 1982: Evening Standard Award za najboljšo igralko - Pomembno je biti Earnest in A Kind of Alaska
- 1984: Nagrada Laurencea Olivierja za najboljšo igralko v novi igri - Pack of Lies
- 1987: Critics' Circle Theatre Award za najboljšo igralko - Antonij in Kleopatra
- 1987: Evening Standard Award za najboljšo igralko - Antonij in Kleopatra
- 1987: Nagrada Laurencea Olivierja za najboljšo igralko - Antonij in Kleopatra
- 1996: Nagrada Laurencea Olivierja za najboljšo igralko - Absolute Hell
- 1996: Nagrada Laurencea Olivierja za najboljšo igralko v muzikalu - Mala nočna glasba
- 1997: Critics' Circle Theatre Award za najboljšo igralko - Amy's View
- 1999: Tony za najboljši nastop glavne igralke v gledališki igri - Amy's View
- 2004: Nagrada Laurencea Olivierja: Posebna nagrada za izstopajoči prispevek britanskemu gledališču

### Televizija
Nagrade
- 1967: Nagrada BAFTA za najboljšo igralko - Talking to a Stranger[36]
- 1982: Nagrada britanske televizijske akademije za najboljši svetli zabavni nastop - A Fine Romance, Going Gently in The Cherry Orchard
- 1982: Broadcast Press Guild Award za najboljšo igralko - A Fine Romance
- 1985: Nagrada britanske televizijske akademije za najboljši svetli zabavni nastop - A Fine Romance
- 2001: Nagrada britanske televizijske akademije za najboljšo igralko - The Last of the Blonde Bombshells
- 2001: Zlati globus za najboljšo igralko - Miniserija ali televizijski film - The Last of the Blonde Bombshells

Nominacije
- 1983: Nagrada britanske televizijske akademije za najboljši svetli zabavni nastop - A Fine Romance
- 1984: Nagrada britanske televizijske akademije za najboljšo igralko - Saigon: Leto mačke
- 1984: Nagrada britanske televizijske akademije za najboljši svetli zabavni nastop - A Fine Romance
- 1990: Nagrada britanske televizijske akademije za najboljšo igralko - Behaving Badly
- 1998: Nagrada britanske televizijske akademije za najboljši komični nastop - As Time Goes By
- 2001: American Comedy Award za najbolj smešno žensko igralko v televizijski specijalki - The Last of the Blonde Bombshells
- 2001: Emmy Award za izstopajočo glavno igralko - Miniserija ali film - The Last of the Blonde Bombshells
- 2001: Screen Actors Guild Award za izstopajoči nastop ženske igralke v miniseriji ali filmu - The Last of the Blonde Bombshells
- 2008: Nagrada britanske televizijske akademije za najboljšo igralko - Cranford
- 2008: Emmy Award za izstopajočo glavno igralko - Miniserija ali film - Cranford
- 2008: Zlati globus za najboljšo glavno igralko - Miniserija ali televizijski film - Cranford
- 2008: Satellite Award za najboljšo igralko - Miniserija ali televizijski film - Cranford
- 2010: Emmy za izstopajočo glavno igralko - Miniserija ali film - Return to Cranford